# Gran Premi de Mònaco del 1969
Resultats del Gran Premi de Mònaco de Fórmula 1 de la temporada 1969, disputat al circuit urbà de Montecarlo el 18 de maig del 1969.

## Resultats de la cursa
| Pos | No | Pilot                | Equip             | Voltes | Temps/ Retir. | Pos. de sort. | Punts |
| --- | -- | -------------------- | ----------------- | ------ | ------------- | ------------- | ----- |
| 1   | 2  | Graham Hill          | Lotus - Ford      | 80     | 1h 56' 59. 4  | 4             | 9     |
| 2   | 16 | Piers Courage        | Brabham - Ford    | 80     | + 17.3 s      | 9             | 6     |
| 3   | 9  | Jo Siffert           | Lotus - Ford      | 80     | + 34.6 s      | 5             | 4     |
| 4   | 2  | Richard Attwood      | Lotus - Ford      | 80     | + 52.9 s      | 10            | 3     |
| 5   | 4  | Bruce McLaren        | McLaren - Ford    | 79     | + 1 Volta     | 11            | 2     |
| 6   | 3  | Denny Hulme          | McLaren - Ford    | 78     | + 2 Voltes    | 12            | 1     |
| 7   | 12 | Vic Elford           | Cooper - Maserati | 74     | + 6 Voltes    | 16            |       |
| Ret | 6  | Jacky Ickx           | Brabham - Ford    | 48     | Suspensions   | 7             |       |
| Ret | 7  | Jackie Stewart       | Matra - Ford      | 22     | Palier        | 1             |       |
| Ret | 8  | Jean-Pierre Beltoise | Matra - Ford      | 20     | Palier        | 3             |       |
| Ret | 11 | Chris Amon           | Ferrari           | 16     | Diferencial   | 2             |       |
| Ret | 10 | Pedro Rodríguez      | BRM               | 15     | Motor         | 14            |       |
| Ret | 17 | Silvio Moser         | Brabham - Ford    | 15     | Palier        | 15            |       |
| Ret | 14 | John Surtees         | BRM               | 9      | Caixa canvi   | 6             |       |
| Ret | 5  | Jack Brabham         | Brabham - Ford    | 9      | Accident      | 8             |       |
| Ret | 15 | Jackie Oliver        | BRM               | 0      | Accident      | 13            |       |

## Altres
- Pole: Jackie Stewart 1' 24. 6
- Volta ràpida: Jackie Stewart 1' 25. 1 (a la volta 16)